# Erik Bielke
Erik Bielke, född 30 april 1564, död 22 maj 1599, var en svensk hovfunktionär.

## Biografi
Erik Bielke föddes 1564 på Salsta slott. Han var son till Ture Bielke och grevinnan Sigrid Sture. Bielke var 1587 kung Sigismunds kammarjunkare och 1588 kammarherre. Han var 1590 legat från Sigismund till kung Johan III. Under sin vistelse i Polen blev han katolik och förlovade sig med Sigrid Brahe, som övergav honom på grund av hans sjuklighet. Bielke gick 1594 över till hertig Carls tjänst. Han avled 1599 på Gripsholms slott och begravdes 25 maj 1600 i Uppsala domkyrka.

### Egendom
Bielke ägde Salsta slott och Gäddeholm.

### Familj
Bielke gifte sig 13 mars 1598 i Uppsala med grevinnan Anna Stensdotter (Lewenhaupt) (1558–1599), dotter till riddaren och riksrådet Sten Eriksson (Leijonhufvud) och Ebba Lilliehöök.